# Alakol
För andra betydelser, se Alakol (olika betydelser).
Alakol (ryska: Алаколь eller Алакуль, Alakul; kazakiska: Алакөл, Alaköl) är en insjö i Emindalen i provinserna Almaty och Östkazakstan i sydöstra Kazakstan, nära den kinesiska gränsen. Sjöns namn betyder "spräcklig sjö" på turkspråk. Sjön ligger 347 meter över havet, har en area på 2 650 km² och en totalvolym på 58,6 km³. Sjön är relativt grund och har ett maxdjup på 54 meter.
Alakol är en saltsjö som dels får vatten från floden Urdzjar och dels direkt från bergskedjan Tarbagataj (Dzungariska Alatau). Hela avrinningsområdet är totoalt 65 200 km². Ett våtmarksområde med ett bälte av vass (Phragmites spp.) förbinder Alakol med sjön Sasykkol. Det finns ett flertal öar i sjön, varav Ulkun-Aral-Tiube i mitten av sjön är den största.
I sjön finns eller har funnits en population av reliktmås (Ichthyaetus relictus). Det är osäkert om de finns kvar: ornitologiska expeditioner 1998 hittade inga. Dock konstaterade den brittiska expeditionen från Royal Society for the Protection of Birds att de möjligen var där för sent på säsongen. Ornithological Society of the Middle East som inte heller de hittade några reliktmåsar det året konstaterade att arten med säkerhet bara setts häcka år 1970.
Det finns även krushuvad pelikan (Pelecanus crispus), större flamingo (Phoenicopterus roseus) och cirka 40 andra fågelarter i eller i anslutning till sjön. Sjön har sedan 1977 Kazakstans högsta naturreservatstatus för att skydda fågellivet på öarna.